# Third Cyprinid Herpesvirus
Third Cyprinid Herpesvirus (CyHV-3), beter bekend als koi herpesvirus (KHV) is een virus dat specifiek karpers en koi (Cyprinus carpio) infecteert. Infectie gaat vaak gepaard met ziekte en hoge sterfte. Het virus is voor het eerst beschreven in 1998 in koi uit Israël en de Verenigde Staten. Door enkele Israëlische onderzoeksgroepen wordt het virus ook wel beschreven onder de naam Carp nephritis and gill necrosis virus (CNGV). Door de wereldwijde handel in koi heeft het virus zich razendsnel kunnen verspreiden. In Nederland is het eerste geval aangetoond in 2001, maar waarschijnlijk was het virus daarvoor al aanwezig.
Ondanks enige discussie zijn er sterke genetische en morfologische aanwijzingen dat KHV tot de familie van de herpesvirussen behoort. Op dit moment wordt de familie van herpesvirussen van vissen en amfibieën als allo-herpesvirussen geclassificeerd. De wetenschappelijke naam voor het virus (pathogeen) is herpes en de aard is viraal (DNA-virus).

## Verspreidingsgebied
Door de handel in Koi en consumptiekarper heeft KHV zich waarschijnlijk inmiddels wereldwijd kunnen verspreiden. Gegevens hierover zijn niet nauwkeurig omdat niet alle landen een uitbraak melden bij daarvoor aangewezen organisaties zoals de Wereldorganisatie voor diergezondheid (OIE). In het informatieblad Koi Herpesvirus van het Centraal veterinair instituut is een kaart opgenomen met het verspreidingsgebied van KHV aan de hand van gegevens uit 2009.

## Varianten
Er zijn ten minste drie verschillende varianten bekend van koi herpesvirus. Variant J, U en I werden respectievelijk geïsoleerd uit een dode koi van een kwekerij in Japan, uit zieke koi bij een producent in het oosten van de Verenigde Staten in 2003 en uit een volwassen koi in 1998 tijdens massale sterfte bij een producent in Israël.

|                 | KHV-TUMST1                    | KHV-KHV-U                    | KHV-KHV-I                    |
| --------------- | ----------------------------- | ---------------------------- | ---------------------------- |
| ID              | 982                           | 985                          | 987                          |
| Naam            | Koi herpesvirus strain TUMST1 | Koi herpesvirus strain KHV-U | Koi herpesvirus strain KHV-I |
| Afkorting       | KHV-TUMST1                    | KHV-KHV-U                    | KHV-KHV-I                    |
| Segment Naam    | Single                        | Single                       | Single                       |
| Molecuul Type   | dsDNA                         | dsDNA                        | dsDNA                        |
| Stam Naam       | TUMST1                        | KHV-U                        | KHV-I                        |
| Stam Afk.       | KHV-TUMST1                    | KHV-KHV-U                    | KHV-KHV-I                    |
| Soort           | Koi herpesvirus               | Koi herpesvirus              | Koi herpesvirus              |
| Geslacht        | Cyprinivirus                  | Cyprinivirus                 | Cyprinivirus                 |
| Taxon ID        | 180230                        | 180230                       | 180230                       |
| GenBank GI      | 129560509                     | 131840030                    | 106006027                    |
| GenBank Toegang | AP008984.1                    | NC_009127.1                  | DQ177346.1                   |
| GenBank Datum   | 13 maart 2007                 | 27 maart 2007                | 13 maart 2007                |

## Diagnose
Voor het stellen van een juiste diagnose op KHV moeten er tests worden uitgevoerd. Hiervoor kan het best door een erkend veterinair een bloed of weefsel monster worden genomen. De veterinair stuurt deze monsters of een testvis dan op de juiste wijze geconserveerd naar een laboratorium. De gebruikelijke tests voor het vaststellen van KHV zijn:
- PCR-test.
- ELISA: Enzyme-Linked Immuno-Sorbent Assay.
- EM: Elektronenmicroscopie.
- DNA MULTISCAN: (innovatie in de visdiagnostiek)[12][13]
- LAMP: Loop mediated isothermal amplification.[14]
- KF-1: viruskweek op koi-Fin cellijn.

In Nederland worden deze tests meestal uitgevoerd door het Centraal Veterinair Instituut (C.V.I) in Lelystad. Leveranciers van koi in de grensstreek laten ook regelmatig hun zendingen testen in Duitse laboratoria.
Voor laboratoria, veterinairen en bezitters in beide landen geldt een meldingsplicht bij een positieve testuitslag op KHV gebaseerd op EU-wetgeving en het OIE-lidmaatschap.

### Vals-negatieve diagnose
Een eigenschap van het herpes virus is dat het in staat is om zich zeer goed schuil te houden waardoor een juiste diagnose soms niet mogelijk is. Het is bekend dat er zonder acute uitbraak toch besmette vissen in een bestand kunnen zitten, maar door de eigenschap van het virus om zich te verschuilen is het aantal virus deeltjes dan zo laag dat testen ze niet of niet goed detecteren. Dit noemt men een vals- negatieve diagnose.

### Vals-positieve diagnose
Aan de andere kant kan er ook een vals-positieve diagnose ontstaan. CyHV-1 (karperpokken) bijvoorbeeld is ook een herpesvirus dat veel overeenkomsten heeft met het KHV-virus. De aanwezigheid van CyHV-1 kan een positieve uitslag opleveren voor KHV terwijl de vissen daar helemaal niet mee besmet zijn. Dit noemt men een vals-positieve diagnose.

## Ziekteverschijnselen
Weefselverval of Necrose en verslijmen van de kieuwen is het meest typische beeld van KHV. Verder kunnen de volgende symptomen wijzen op de ziekte:

| - Afzonderen van koi - Ingevallen ogen - Herpesachtige aandoeningen op de huid - Verlies van slijmhuid en overmatige slijmproductie - Huidwondjes | - Luchthappen - Verminderde eetlust - Ongecoördineerd zwemmen - Ontstaan van secundaire infecties omdat de gastheer verzwakt is. Bijvoorbeeld bacteriën en parasieten zoals voornamelijk Costia - Snelle sterfte van verschillende koi |

Merkwaardig aan KHV is dat regelmatig karpers kunnen sterven zonder dat er maar ook één ziektesymptoom zichtbaar is.

## Overdracht
De overdracht is bijna altijd horizontaal, dat wil zeggen van vis naar vis. Besmetting vindt plaats via de huid Ook via water, handen, netten et cetera kan een besmetting worden overgebracht. KHV is soortspecifiek en kan tot zover bekend enkel karpers (Cyprinus carpio) besmetten. Goudwinde, steur en andere vissen kunnen dus vooralsnog niet besmet worden. Bij andere karperachtigen zoals graskarper, zeelt, zilverkarper en goudvis is bij onderzoeken het dragerschap aangetoond. Zij kunnen het virus bij zich dragen zonder zelf symptomen te hebben of ziek te worden. Ze kunnen echter wel de besmetting overdragen.
KHV begint zich te vermenigvuldigen bij een watertemperatuur vanaf 15 °C. Wanneer de watertemperatuur boven de 28 °C komt, stopt het vermeerderingsproces. Zodra de watertemperatuur tussen de 18 en 28 °C ligt, zal het reeds latent aanwezige KHV voor een mogelijke uitbraak zorgen waarbij 21 tot 24 °C de optimale temperatuur is. Dit is tevens het grote gevaar van met KHV besmette vijvers. Wanneer de temperatuur zich onder de ideale temperatuur bevindt, zoals in het najaar, de winter en het voorjaar, is er op het eerste gezicht niets aan de hand, hoewel de dan nog gezonde vissen toch al drager zijn van het virus. De ziekte komt dan later tot uiting zodra de voor het virus ideale watertemperatuur is bereikt.

### Factoren
Stress bij koi is zeker een van die factoren die KHV in de hand werken en het ziekteproces nog versnellen. Door stress functioneert het immuunsysteem niet zoals het hoort en de aanmaak van antilichamen is niet optimaal of wordt zelfs stopgezet. KHV zou het net als hiv (aids) gemunt hebben op het afweermechanisme. Gebleken is dat KHV ook de nieren aantast. De (kop)nier speelt een belangrijke rol in het afweermechanisme van de karper. KHV kent een korte incubatietijd en grijpt enorm snel om zich heen wanneer de omstandigheden voor het virus ideaal zijn. Het verloop van besmetten, het vertonen van de symptomen en de dood van verschillende koi kan snel verlopen, ook zonder de bekende symptomen. KHV tast karpers aan van alle leeftijden.

## Behandeling
Bij een vermoeden van KHV is het snel verwarmen van het water naar 30 tot 32 °C gedurende enkele weken de aangewezen methode om een uitbraak een halt toe te roepen. Als dit niet mogelijk is in de vijver, is een quarantainesysteem een optie, waarbij de waterkwaliteit en het zuurstof gehalte van het water onder continue controle staan. Ondertussen kan een dierenarts een staal afnemen van één of twee vissen om een diagnose te stellen. Na deze periode kan men de watertemperatuur weer tot ongeveer 23 graden laten dalen. Doen er zich dan nogmaals symptomen van een KHV-besmetting voor dan moet de procedure herhaald worden. Men dient vissen die na een positieve uitslag overleven niet weg te geven of te verkopen. Het gevaar voor het besmetten van andere vijvers is groot. Het omhoog brengen van de watertemperatuur tot boven de 30 °C doodt het KHV-virus niet, de vissen blijven drager. Het is slechts een methode om een KHV-uitbraak een halt toe te roepen en sterfte te beperken. Om KHV te bestrijden adviseert men om het besmette bestand te ruimen gevolgd door desinfectering van de vijver of het quarantainesysteem.

## Preventie
Om een uitbraak van KHV in de vijver te voorkomen, zouden de vissen enkele weken in de gevaarlijke temperatuurzone moeten hebben doorgebracht. Probleem is dat de meeste koi in november aangekocht worden, vervolgens overwinteren bij de leverancier,en in het voorjaar, april in een vijver uitgezet worden. De watertemperatuur is dan nog te laag om een KHV-uitbraak te kunnen hebben. Dit geldt ook tijdens het transport per vliegtuig waarbij een watertemperatuur tussen de 15 en 18 graden gehanteerd wordt. De symptomen komen pas een paar maanden na uitzetten in de vijver tot uiting als de watertemperatuur in het gebied van 18-28 graden komt waarin uitbraak kan optreden. In Nederland wordt er een keurmerk ontwikkeld voor dierenspeciaalzaken. Onder dit keurmerk werken zij volgens een vastgelegd protocol dat het risico op overdracht en verspreiding van ziekten sterk beperkt.
Om het risico voor de koi in de vijver tot een minimum te beperken ten opzichte van nieuwe koi, kan er gebruikgemaakt worden van een quarantaineperiode in een aparte voorziening. Door in dit systeem (1000 liter bak) de omstandigheden voor KHV ideaal te maken, kan een eventuele besmetting vaak vooraf worden geconstateerd.

## Vaccins
Anno 2010 is er geen betrouwbaar vaccin beschikbaar. Er wordt wel op diverse plaatsen hard gewerkt aan de ontwikkeling van een vaccin tegen het KHV-virus.

### Liposomen

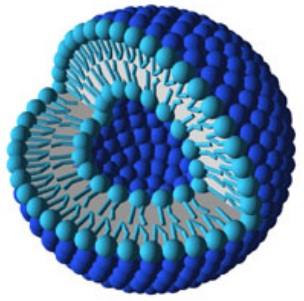
Schema van een liposoom door Dennis Barten.

In Japan werkt men aan een liposomen vaccin dat oraal kan worden toe gediend bijvoorbeeld als voedingssupplement. Een
liposoom is een minuscuul hol bolletje van fosfolipiden (soort vetten). Zo'n liposoom maakt het mogelijk dat dood virusmateriaal, dat anders verteerd zou worden, via de darmwand in het lichaam terechtkomt. In de holte binnenin kun je bijvoorbeeld een vaccin stoppen, of medicijnen. Onderzoek hiernaar staat nog in de kinderschoenen. Drie jaar geleden werd het zelfs nog 'toekomstmuziek' genoemd. In dit liposoom-vaccin zitten door formaline gedode KHV-deeltjes. Het is dus een dood vaccin, in
tegenstelling tot het 'levend verzwakte' vaccin uit Israël. Zowel dode als levend verzwakte vaccins hebben voor- en nadelen.

### KV3 en andere
In Israël gebruikt men het door Kotler ontwikkelde KV3 vaccin. Dit vaccin wordt geproduceerd door de firma Kovax en wordt door de Israëlische kwekerij Magnoy toegepast op alle door hen geproduceerde koi. De werking en betrouwbaarheid van dit 'levend verzwakte' vaccin staat echter nog ter discussie. In enkele Duitse deelstaten is de import van op deze wijze gevaccineerde koi verboden.
In Engeland werkt Henderson Morley aan een vaccin en in de Benelux is er door de Universiteit van Luik een vaccin ontwikkeld dat door Intervet Boxmeer getest gaat worden. Alle tot nu toe genoemde vaccins zijn in een ontwikkelings- of testfase. Het duurt waarschijnlijk jaren voordat er een of meer beschikbaar komen.

### Resistentie
Genetisch bepaalde resistentie is ook een mogelijkheid om KHV te bestrijden. Onderzoek waarbij sperma van de wilde karpersoort (Cyprinus carpio haematopterus[Sassan, (S)) uit Tsjechië werd gekruist met gedomesticeerde Nasice (N) en Dor-70 (D) rassen leverde in de combinatie DxS een overlevingspercentage van 61% op na een besmetting met KHV. Het onderzoek is ook hier in een vroeg stadium en wordt nog niet op grote schaal toegepast, maar het kan uiteindelijk leiden tot vissen die niet gevoelig zijn voor KHV.

## Ecologisch risico
De koi is een karper en gedraagt zich in het wild ook zo. Het is een omnivoor en eet dus zowel plantaardig als dierlijk voedsel. Hij foerageert door met zijn 4 baarddraden de bodem af te zoeken naar voedsel, waarna hij met de bek de grond loswoelt om dat voedsel te bereiken. Door dit gedrag worden onder andere fosfaten uit de bodem teruggevoerd in het water, en de groei van zwevende algen gestimuleerd. In combinatie met losgekomen bodempartikels leidt dit tot troebel water. In gebieden met wateren waarin zich veel wilde karpers bevinden kan daardoor een ecosysteem met voor dat systeem specifieke planten, dieren en micro-organismen ontstaan.
Een KHV uitbraak in een dergelijk systeem kan leiden tot sterfte van vele aanwezige karpers waardoor dat specifieke ecosysteem met de daarbij behorende dieren en planten helemaal uit balans zal raken. Het is daarom van belang dat er geen koi worden uitgezet in de vrije natuur, en dat ieder vermoeden op KHV direct wordt gemeld bij de betreffende instanties zodat er snel maatregelen genomen kunnen worden om verdere verspreiding en vernietiging van ecosystemen tegen te gaan.